# 阿拉斯加付款阴谋论
阿拉斯加付款阴谋论（俄语：Конспиративная теория о продаже Аляски）声称俄罗斯帝国没有获得美国支付的阿拉斯加土地交易款，并称当时负责运输黄金的奥克尼号（英語：Orkney）被亚历山大·桑迪·基思（英語：Alexander 'Sandy' Keith）炸毁用于詐騙保險。基思是诈骗犯和爆炸专家。该阴谋论已被多次证伪。

## 阴谋论内容
奥克尼号从伦敦驶向当时俄罗斯帝国的首都圣彼得堡，途中在波罗的海沉没。 亚历山大·桑迪·基思（也有多个化名）有在欧洲炸毁船舶，获取保险赔偿的经验。最出名的一次是随后的摩泽尔号（英語：Mosel）事件。他也可能参与了另外两起沉船事件：波士顿市号（英語：SS City of Boston）和维多利亚公主号（英語：Marie Victoria）。
俄罗斯政治家、自由民主党党员弗拉基米尔·沃尔福维奇·日里诺夫斯基提出以上说法，同时也指出了阿拉斯加土地交易中的貪污行为。

## 解释
有一些证据可以否认该阴谋论。
首先，这笔交易资金在当时用于购买库尔斯克至基輔、梁赞至科兹洛夫斯基（英語：Kozlovsky）、莫斯科至梁赞和其他几条铁路的设备。这说明资金很快就投入使用了，所以不可能用金块支付。
从前文所述的交易中，通过向北美各州割让美洲土地获得了 11,362,481 卢布 94 戈比。其中 10,972,238 卢布 4 戈比被转向外国消费，用于购买以下铁路的配件和设备：库尔斯克至基輔、梁赞至科兹洛夫斯基、莫斯科至梁赞等。皇家财政部（英語：Imperial Treasury）用现金接收了剩余的 390,243 卢布 90 戈比。——联邦财政部（英語：State Treasury）档案
其次，根据阴谋论，奥克尼号是在付款期限之前爆炸的。根据阴谋论描述，奥克尼号在 1868 年 7 月中旬沉没，而付款应在 1868 年 8 月 1 日支付。此外，奥克尼号的失踪没有书面记录，只有一艘名为奥克尼姑娘号（英語：Orkney Lass）的船舶名称相似。在该事件后，奥克尼姑娘号的注册信息显示该船仍在运营，且在这一年应前往南美，而不是前往圣彼得堡。目前也没有人在波罗的海发现黄金。
最后，当时的炸药难以生产，基思若要准备炸药，需要耗费很长时间。关于他如何卷入该事件的故事也互相矛盾。一些人说他在德国居住时被招募，还有人说他是在英国当装卸工时萌生的想法。目前没有足够的证据证明基思涉及奥克尼号爆炸事件，不过他在几十年后参与了摩泽尔号爆炸事件。

## 小说
- 《第四十九》（英語：Forty-Ninth）：鲍里斯·普伦斯基（英語：Boris Pronsky）和克雷格·布里顿（英語：Craig Britton）所著的历史演义，幻想了该阴谋论前后的故事。[11]
- 《炸药恶魔》（英語：The Dynamite Fiend）：安·拉拉比（英語：Ann Larabee）描写了亚历山大·基思（英語：Alexander Keith）的生活和犯罪经历，包括摩泽尔号和奥克尼号爆炸事件。[12]